# 文化路 (沈阳)
文化路是沈阳二环的一部分，全长约3,500米，自辽宁省图书馆至方形广场。